# Ptochophyle eclipsis
Ptochophyle eclipsis är en fjärilsart som beskrevs av Louis Beethoven Prout 1932. Ptochophyle eclipsis ingår i släktet Ptochophyle och familjen mätare. Inga underarter finns listade.